# Athens Grand Prix Tsiklitiria 2007
L'Athens Grand Prix Tsiklitiria 2007 è un meeting di atletica leggera svoltosi il 2 luglio 2007 ad Atene, in Grecia, facente parte del circuito World Athletics Tour, di cui rappresenta l'undicesimo appuntamento stagionale. La competizione si è svolta allo Stadio olimpico Spyros Louīs, dove si sono tenute le gare di atletica dei Giochi olimpici del 2004.

## Risultati

### Uomini
| Specialità | Vincitore          | Prestazione | 2º classificato          | Prestazione | 3º classificato  | Prestazione |
| 100 m piani | Derrick Atkins     | 9"95        | Marlon Devonish          | 10"09       | Francis Obikwelu | 10"11       |
| 800 m piani | Jurij Borzakovskij | 1'44"38     | Mohammad Al-Azemi        | 1'44"55     | Gary Reed        | 1'44"66     |
| 1500 m piani | Belal Mansoor Ali  | 3'31"49     | Daniel Kipchirchir Komen | 13'32"44    | Youssef Baba     | 3'32"83     |
| 3000 m siepi | Ezekiel Kemboi     | 8'05"50     | Richard Mateelong        | 8'06"66     | Brimin Kipruto   | 8'06"98     |
| 110 m hs | Dayron Robles      | 13"11       | David Oliver             | 13"14       | David Payne      | 13"19       |
| 400 m hs | Bershawn Jackson   | 48"15       | Kenneth Ferguson         | 48"16       | James Carter     | 48"25       |
| Salto in alto | Jesse Williams     | 2,32 m      | Andrey Tereshin          | 2,30 m      | Kyriakos Iōannou | 2,30 m      |
| Salto con l'asta | Steve Hooker       | 5,85 m      | Igor' Pavlov             | 5,80 m      | Brad Walker      | 5,75 m      |
| Salto in lungo | Andrew Howe        | 8,17 m      | Trevell Quinley          | 8,13 m      | Loúis Tsátoumas  | 8,10 m      |
| Lancio del disco | Virgilijus Alekna  | 70,43 m     | Mario Pestano            | 68,26 m     | Gerd Kanter      | 67,22 m     |
| record mondiale; record mondiale stagionale; record africano; record asiatico; record europeo; record nord-centroamericano e caraibico; record sudamericano; record oceaniano; record dei campionati; record nazionale; record personale; record personale stagionale. |                    |             |                          |             |                  |             |

### Donne
| Specialità | Vincitrice                | Prestazione | 2º classificata          | Prestazione | 3º classificata              | Prestazione |
| 100 m piani | Angela Williams           | 11"12       | Debbie Ferguson-McKenzie | 11"15       | Brianna Glenn Me'Lisa Barber | 11"19       |
| 200 m piani | Debbie Ferguson-McKenzie  | 22"49       | Muriel Hurtis            | 22"50       | Kim Gevaert                  | 22"62       |
| 800 m piani | Svetlana Cherkasova       | 1'59"03     | Janeth Jepkosgei         | 1'59"14     | Elisa Cusma                  | 1'59"22     |
| 1500 m piani | Elena Soboleva            | 3'58"30     | Maryam Yusuf Jamal       | 3'59"00     | Julija Čiženko               | 4'00"70     |
| 3000 m siepi | Gul'nara Samitova-Galkina | 9'11"68     | Eunice Jepkorir          | 9'14"52     | Wioletta Janowska            | 9'28"97     |
| 400 m hs | Jana Pittman              | 54"25       | Tiffany Ross-Williams    | 54"38       | Angela Moroșanu              | 54"40       |
| Salto triplo | Tat'jana Lebedeva         | 15,14 m     | Yargelis Savigne         | 14,72 m     | Chrysopīgī Devetzī           | 14,57 m     |
| Lancio del giavellotto | Christina Obergföll       | 67,78 m     | Barbora Špotáková        | 66,08 m     | Sonia Bisset                 | 64,65 m     |
| record mondiale; record mondiale stagionale; record africano; record asiatico; record europeo; record nord-centroamericano e caraibico; record sudamericano; record oceaniano; record dei campionati; record nazionale; record personale; record personale stagionale. |                           |             |                          |             |                              |             |